# آلتنترپتوو

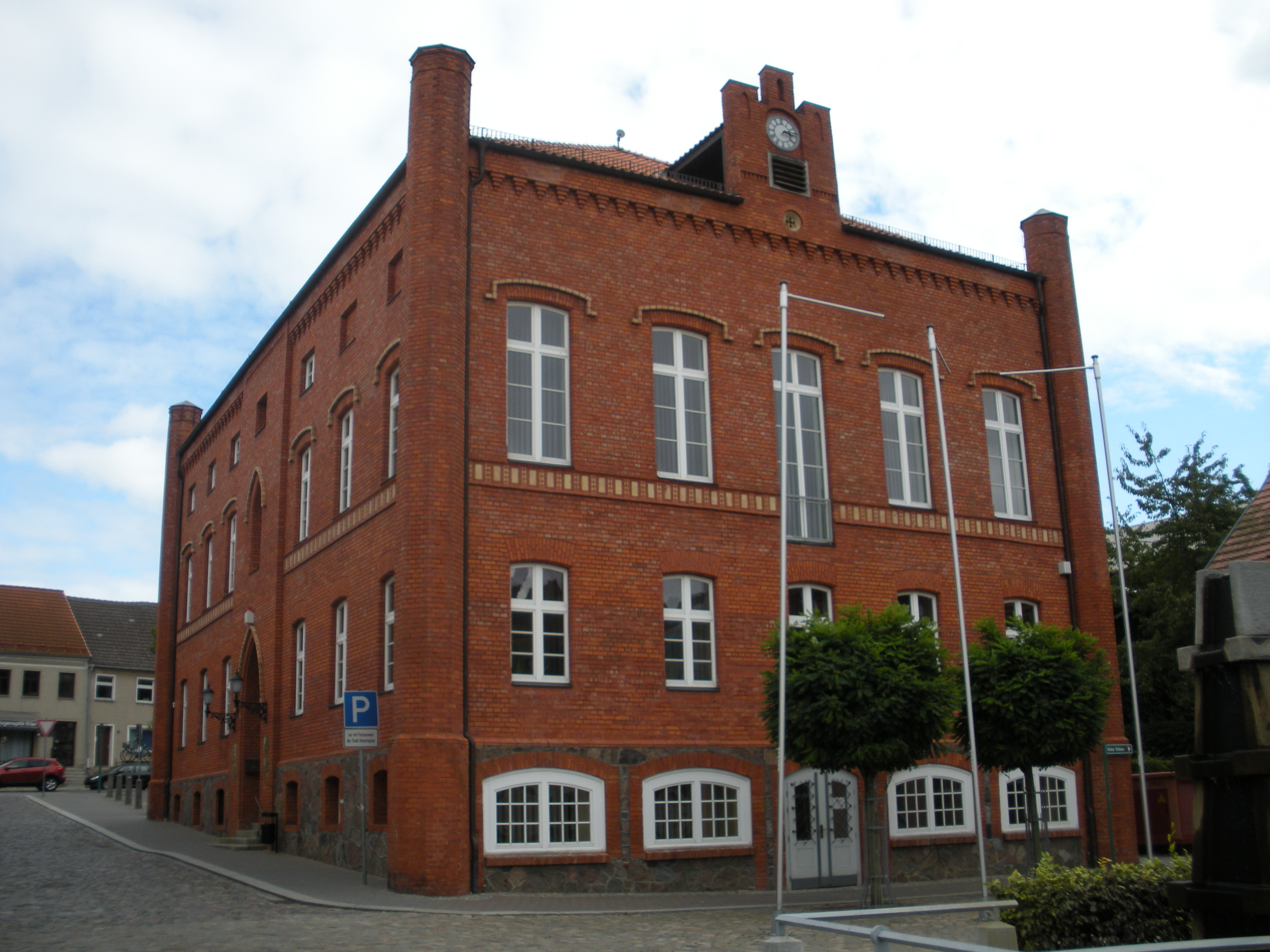
تصویری از ساختمان شورای شهر آلتنترپتوو.

آلتنترپتوو (Altentreptow) شهری است در ایالت مکلنبورگ-فورپومرن آلمان.